# Попов Назар Анатолійович
Назар Анатолійович Попов (нар. 18 січня 2006, Україна) — український футболіст, центральний нападник криворізького «Кривбаса», який виступає в оренді в петрівському «Інгульця».

## Життєпис
У ДЮФЛУ з 2020 по 2022 рік виступав за одеську «Пальміру». На початку липня 2023 року перебрався до «Кривбасу», де спочатку грав за юнацьку команду. Вперше до заявки першої команди потрапив 24 листопада 2024 року в переможному (1:0) виїзному поєдинку 14-го туру Прем'єр-ліги України проти київської «Оболоні», але просидів усі 90 хвилин на лаві запасних. Наприкінці грудня 2024 року поїхав на зимові збори з дорослою командою «Кривбасу». У березні 2025 року підписав новий довгостроковий контракт з «Кривбасом».
13 березня 2025 року перейшов в оренду до «Інгульця», розраховану до завершення сезону 2024/25 років. У футболці петрівського клубу дебютував 16 березня 2025 року в переможному (1:0) домашньому поєдинку 21-го туру Прем'єр-ліги України проти одеського «Чорноморця». Назар вийшов на поле на 88-й хвилині замість Сергія Кисленка.